# Дёрник
Дёрник (нем. Dörnick) — община в Германии, в земле Шлезвиг-Гольштейн.
Входит в состав района Плён. Подчиняется управлению Гроссер Плёнер Зее. Население составляет 274 человека (на 31 декабря 2010 года). Занимает площадь 4,3 км².